# Европейская социальная хартия

Участники Хартии 1961 года — светло-зелёный цвет; участники Пересмотренной Хартии — тёмно-зелёный; страны, не входящие в Совет Европы — серый.

Европейская социальная хартия — конвенция Совета Европы, закрепляющая ряд социальных прав человека (в отличие от ЕКПЧ, закрепляющей главным образом гражданские и политические права). Принята в 1961 году, вступила в силу в 1965 году. Страны-участницы обязуются признать обязательными для себя как минимум 10 статей или 45 частей статей части II хартии, в том числе как минимум 5 из следующих статей: 1, 5, 6, 12, 13, 16 и 19. Доклады об исполнении Хартии предоставляются раз в два года. Всего часть II Хартии содержит 19 статей, каждая из которых закрепляет определённое право. 
В 1996 году принята Европейская социальная хартия (пересмотренная). На 2012 год из 47 стран-участниц СЕ четыре — Лихтенштейн, Монако, Сан-Марино и Швейцария, — не ратифицировали ни изначальной, ни пересмотренной хартии, 33 страны ратифицировали пересмотренную хартию, 10 — изначальную.

## Протоколы
В 1988 году принят дополнительный протокол, расширяющий каталог прав (протокол включает четыре «материальные» статьи, из которых его участники должны принять хотя бы одну), в 1991 году — протокол, изменяющий систему надзора за исполнением хартии (в частности, была введена публичность оценок докладов стран-участниц надзирающим комитетом). Первый протокол вступил в силу в 1992 году, второй в силу не вступил, но на практике применяется.
В 1995 году был принят, а в 1998 году вступил в силу дополнительный протокол, вводящий систему коллективных жалоб (их рассматривает Европейский комитет по социальным правам, который также оценивает доклады стран-участниц об исполнении хартии). Эту процедуру на 2012 год приняли 15 из стран-участниц Хартий. C 1999 года комитет принял 48 решений по существу коллективных жалоб (на ноябрь 2010 г.). Для сравнения, Европейский суд по правам человека, вынесший своё первое решение по существу жалобы в 1960 году, до реформы его устройства в 1998 году вынес 837 решений по существу, а в 2008 г. достиг отметки в 10 000.

## Пересмотренная Хартия
В 1996 году принята, а в 1999 году вступила в силу Европейская социальная хартия (пересмотренная) — договор, сосуществующий с ЕСХ (некоторые страны ратифицировали только первый документ, а некоторые — только новый) и исполнение которого контролируется в том же порядке. Часть II ЕСХ(П) включает 31 статью, устанавливающую определенные права; страны-участницы обязуются признать обязательными для себя как минимум 16 статей или 63 пункта статей части II, в том числе не менее 6 статей из следующих: 1, 5, 6, 7, 12, 13, 16, 19 и 20.

## Каталог прав
- Закреплённые в изначальной версии Хартии и в Пересмотренной Хартии:
  - Право на труд (ст. 1)
  - Право на справедливые условия труда (ст. 2)
  - Право на условия труда, отвечающие требованиям безопасности и гигиены (ст. 3)
  - Право на справедливое вознаграждение (ст. 4)
  - Право на объединение (для трудящихся и работодателей; ст. 5)
  - Право на заключение коллективных договоров (ст. 6)
  - Право детей и подростков на защиту (в области работы; ст. 7)
  - Право работающих женщин на защиту (ст. 8)
  - Право на профессиональную ориентацию (ст. 9)
  - Право на профессиональную подготовку (ст. 10)
  - Право на охрану здоровья (ст. 11)
  - Право на социальное обеспечение (ст. 12)
  - Право на социальную и медицинскую помощь (ст. 13)
  - Право на получение услуг со стороны социальных служб (ст. 14)
  - Право трудящихся - инвалидов и умственно нетрудоспособных лиц на профессиональную подготовку, профессиональную и социальную реадаптацию (ст. 15)
  - Право семьи на социальную, правовую и экономическую защиту (ст. 16)
  - Право матерей и детей на социальную и экономическую защиту (в Пересмотренной хартии — также на правовую, и уточнено, что статья включает право на бесплатное среднее образование; ст. 17)
  - Право заниматься приносящей доход деятельностью на территории других Договаривающихся сторон (ст. 18)
  - Право трудящихся-мигрантов и их семей на защиту и помощь (ст. 19)
- Закреплённые в дополнительном протоколе 1988 г. и в Пересмотренной Хартии:
  - Право на равные возможности и равные условия в том, что касается занятости и профессии, без дискриминации по признаку пола (ст. 1 протокола, ст. 20 ПЕСХ)
  - Право на информацию и консультации (ст. 2 протокола, ст. 21 ПЕСХ)
  - Право принимать участие в определении и улучшении условий труда и производства (ст. 3 протокола, ст. 22 ПЕСХ)
  - Право лиц преклонного возраста на социальную защиту (ст. 4 протокола, ст. 23 ПЕСХ)
- Закреплённые отдельными статьями только в Пересмотренной Хартии:
  - Право на защиту при окончании найма (ст. 24)
  - Право трудящихся на защиту их законных претензий в случае неплатежеспособности работодателя (ст. 25)
  - Право работника на защиту своего достоинства по месту работы (ст. 26)
  - Право трудящихся с семейными обязанностями на равные возможности и равное обращение (ст. 27)
  - Право представителей трудящихся на защиту и льготы на предприятиях (ст. 28)
  - Право трудящихся на информацию и консультации с ними при коллективных увольнениях по сокращению штата (ст. 29)
  - Право на защиту от нищеты и социального отторжения (ст. 30)
  - Право на жильё (ст. 31; в некоторой мере закреплено также статьёй 16 изначальной Хартии[4])

Запрет дискриминации при осуществлении прав, установленных Хартией, установлен преамбулой изначальной Хартии и статьёй Е Пересмотренной хартии; страны-участницы не могут отказываться от этих положений.

## Хартия в России
Россия ратифицировала Пересмотренную Хартию в октябре 2009 года, признав обязательными для себя из положений части II Хартии статьи 1,3, 5—11, 14, 16, 17, 20—22, 24, 27—29 полностью 2, 4, 12, 15, 18, 19 частично (всего 68 пунктов).
В июле 2009 года, во время процесса ратификации, состоялась встреча руководства Русской православной церкви и «Единой России». Патриарх Кирилл заявил об обеспокоенности многих православных «разговорами о возможности введения в России сексуального просвещения школьников и ювенальной юстиции». Представители ЕР В. В. Володин и А. К. Исаев пообещали противодействовать пониманию такого толкования Социальной хартии, которое подталкивало бы Россию к введению сексуального просвещения и ювенальной юстиции. Упомянутая обеспокоенность связывалась противниками ювенальной юстиции и полового просвещения со статьями 11 и 17 ЕСХ.